# Bōmeiki
Pour plus de détails, voir Fiche technique et Distribution.
Bōmeiki (亡命記, litt. Le Réfugié) est un film japonais réalisé par Yoshitarō Nomura et sorti en 1955. C'est le premier film japonais tourné à Hong Kong après la Seconde Guerre mondiale.

## Synopsis
Un Japonais marié avec une Chinoise se retrouve impliqué dans les conflits entre Chinois et Japonais. Il rejoint les nationalistes chinois, mais est soupçonné de trahison et condamné à mort. Il s'échappe et parvient à rejoindre sa femme, mais il est atteint de tuberculose.

## Fiche technique
- Titre : Bōmeiki (亡命記?)
- Réalisation : Yoshitarō Nomura
- Scénario : Toshio Shiina d'après un roman de Shigeru Shirafuji
- Photographie : Seiji Inoue
- Son : Shūjūrō Kurita
- Décors : Tatsuo Hamada
- Musique : Chūji Kinoshita (ja)
- Société de production : Shōchiku
- Format : noir et blanc
- Durée : 135 minutes[3]
- Date de sortie :
  - Japon : 3 mai 1955[4]

## Distribution
- Keiko Kishi : Sachiko
- Keiji Sada : Akimasa
- Chin Yiu Shin
- Hung Mi
- Shin Saburi
- Toshiko Kobayashi (ja)
- Chishū Ryū

## Distinctions
Le film obtient en 1955 les premiers prix pour la photographie, les décors, l'enregistrement sonore et l'interprétation féminine de Keiko Kishi au deuxième Festival des Films du Sud-Est asiatique.